# Gino Spadoni
Gino Spadoni (Bologna, 29 agosto 1898 – ...) è stato un allenatore di calcio e calciatore italiano, di ruolo centrocampista.

## Carriera
Ha assommato 98 presenze in massima serie, siglando anche una rete, con la maglia del Bologna. È sceso in campo 9 volte nel campionato 1924-1925, il primo vinto dai rosso-blu. Nella stagione 1927-1928 gioca nel Baracca Lugo, che nel 1928 lo mette in lista di trasferimento.

## Palmarès
- Campionato italiano: 1

Bologna: 1924-1925